# Richard Owen

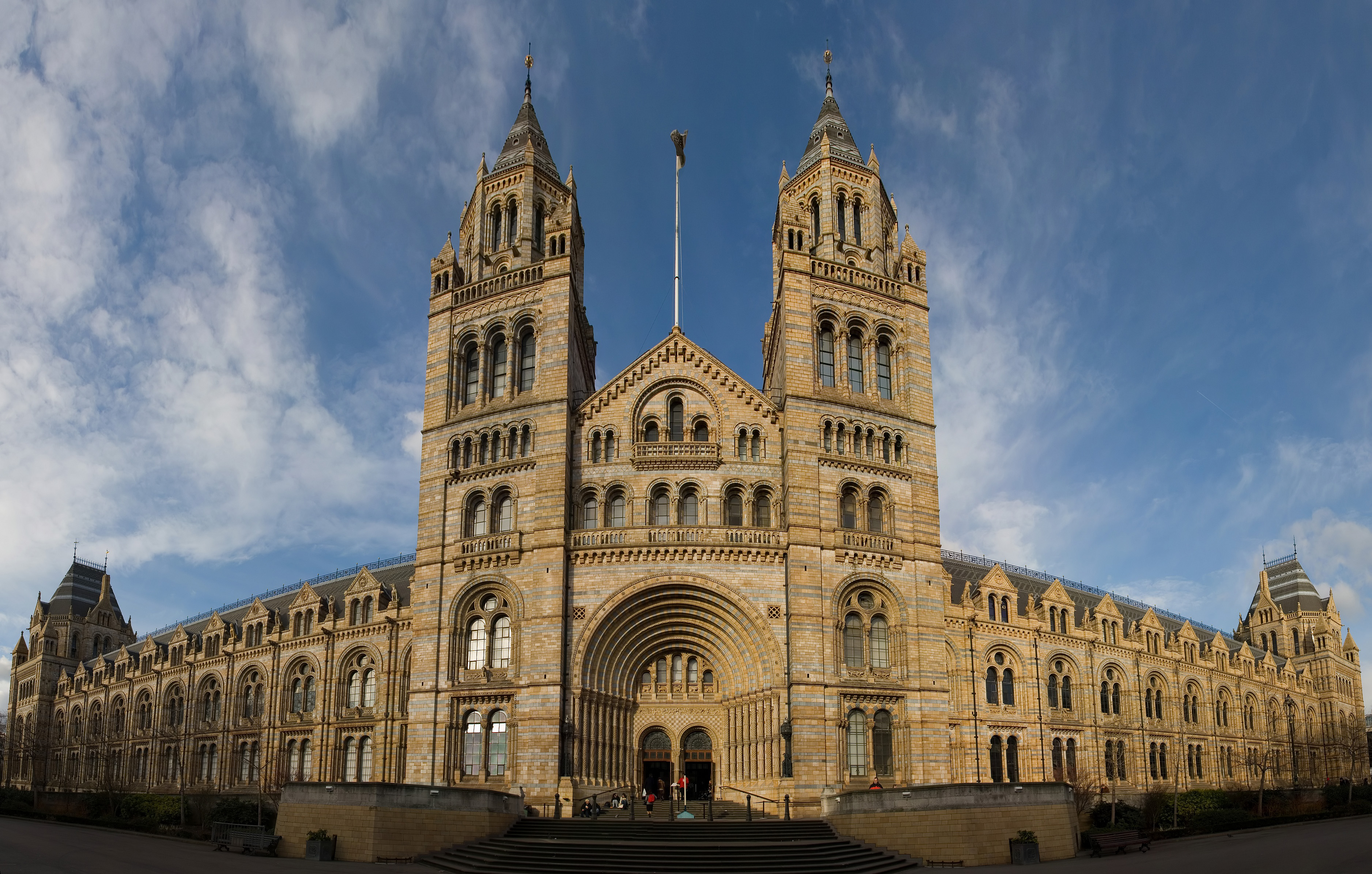
Az 1881-ben megnyílt Természetrajzi Múzeum a londoni Dél-Kensingtonban, 2006-ban

Sir Richard Owen, a Bath-rend parancsnok-lovagja (Lancaster, 1804. július 20. – Richmond Park, London, 1892. december 18.) angol biológus, összehasonlító anatómus és őslénykutató. Zoológiai szakmunkákban nevének rövidítése: „Owen”.
Napjainkban leginkább a Dinosauria öregrend megalkotásáról és a természetes kiválasztódás útján történő evolúció elméletét kidolgozó Charles Darwinnal való szembenállásáról ismert. Egyetértett Darwinnal abban, hogy az evolúció megtörtént, de úgy gondolta, hogy jóval összetettebb módon ment végbe, mint ahogy azt a könyvében állítja. 1881-ben Owen közbenjárására hozták létre a londoni Természetrajzi Múzeumot.

## Korai évek és karrier
Owen Lancasterben született, és iskoláit a Lancaster Royal Grammar Schoolban kezdte meg. 1820-ban egy helybeli sebész és gyógyszerész tanítványa, majd 1824-ben az Edinburgh-i Egyetem orvostanhallgatója lett. Egy évvel később elhagyta az egyetemet és orvosi tanulmányait a londoni St Bartholomew's Hospitalban folytatta, ahol a kiváló sebész, John Abernethy hatása alá került.
Úgy tervezte hogy a szokványos módon fog praktizálni, de egyre nyilvánvalóbbá vált az anatómiai kutatások iránti hajlama. Abernethy javaslatára a Királyi Sebészeti Akadémia (Royal College of Surgeons) múzeumának fenntartója, William Clift asszisztense lett. Mivel rokon lélekre talált benne, elhatározta hogy felhagy az orvosi pálya iránti törekvésével és életét a tudományos kutatómunkának fogja szentelni. A Hunterian Gyűjtemény számos fontos darabját preparálta, és eközben alapos ismeretekre tett szert az összehasonlító anatómia területén. Frissen szerzett tudása lehetőséget adott arra, hogy a múzeum valamennyi tudományos részlegét gazdagíthassa, emellett pedig nagy hasznára vált a kihalt állatok maradványaival kapcsolatos kutatásaiban. 1836-ban Hunterian professzorrá nevezték ki a Királyi Sebészeti Akadémián, 1849-ben pedig Clift utóda lett, majd 1856-ban, a British Museum természetrajzi részlegének főfelügyelői posztjára került. Rengeteg energiát fektetett nagy terve, a Nemzeti Természetrajzi Múzeum létrehozásába, amely végül a British Museum természetrajzi gyűjteményeinek egy új dél-kensingtoni épületbe, a Természetrajzi Múzeumba (Natural History Museum) történő áthelyezését eredményezte. Munkája befejezéséig, 1884-ig őrizte meg hivatalát, mikor kitüntették a Bath-rend parancsnok-lovagja címmel. Ezután csendesen élt a Richmond Parkban levő Sheen Lodge-ban, egészen 1892-ben bekövetkezett haláláig.
Késői karrierjét számos kritika érte amiatt, hogy nem becsülte mások munkáit, és emellett megpróbálta őket kisajátítani. Ez a folyamat 1846-ban érte el a tetőpontját, mikor a belemniteszekről szóló cikkéért Royal-éremmel tüntették ki. Owen nem volt hajlandó beismerni, hogy a felfedezés egy amatőr biológus, Chaning Pearce érdeme, aki négy évvel korábban jutott erre az eredményre. Ennek következményeként kizárták a Londoni Zoológiai Társaság (Zoological Society of London) és a Királyi Társaság (Royal Society) tanácsából.
Owen mindig sokat adott az ortodox tudós imázs és a status quo fenntartására. Richmond Parkban álló villáját a királyi családtól kapta ajándékba, az angol miniszterelnök, Robert Peel közbenjárására pedig a neve felkerült kormány által fizetett személyek listájára.

## Gerinctelenekről szóló művek
Owen a Hunterian gyűjtemény katalogizálása közben nem csak az előtte álló preparációs munkára koncentrált, hanem új témák elemzésével is foglalkozott. Kiváltképp a Zoológiai Társaság kertjében elpusztult állatok érdekelték, majd 1831-ben, mikor a társaság tudományos eljárások publikálásával kezdett foglalkozni, a legtermékenyebb anatómiai szerzővé vált. Első jelentős publikációja a Tanulmány a gyöngyházszínű nautilusról (Memoir on the Pearly Nautilus, London, 1832), amely idővel klasszikussá vált. A továbbiakban, mintegy ötven éven át foglalkozott összehasonlító anatómiával és zoológiával. Emellett Owen volt az első, aki leírást készített a mára jól ismert többsejtű állatról, a vénuszkosárkáról (1841-ben és 1857-ben). Az endoparaziták körében tett legjelentősebb felfedezése (1835-ben) a Trichina spiralis (mai nevén: Trichinella spiralis), mely az emberi izomzatban egy potenciálisan halálos betegséget, trichinellosist okozhat (lásd még Sir James Paget). A pörgekarúakról (Brachiopoda) is készített néhány különleges és részletes tanulmányt, amelyekkel egyben megoldotta rendszertani besorolásukat is. A puhatestűek (Mollusca) közül a gyöngyházszínű nautilus mellett írt a kihalt csigás tintahalról (Spirula) (1850-ben) és más fejlábúakról is, továbbá az ő javaslatára osztották fel a Cephalopoda osztályt a Dibranchiata és a Tetrabranchiata rendre (1832-ben). A sok problémát okozó ízeltlábú, a patkósrák (Limulus), 1873-ban szintén szerepelt különleges tanulmányai között.

## Halakról, hüllőkről és madarakról szóló művek
Owen tudományos ismertetőinek legnagyobb részét a még terjedelmesebb, gerincesekről szóló írások teszik ki. A gerincesek összehasonlító anatómiája és fiziológiája (Comparative Anatomy and Physiology of Vertebrates, 3 kötet, London, 1866-1868), több saját kutatási eredményt tartalmaz, mint Georges Cuvier Leçons d'anatomie comparée című munkája óta megjelent bármely hasonló mű. A ma létező élőlények mellett különösképp érdekelték a kihalt fajok, és Cuvier nyomán a gerinces őslénytan egyik úttörőjévé vált. Pályafutása korai szakaszában átfogó és gazdagon illusztrált tanulmányokat készített az egykori és a ma élő állatok fogazatáról, melyeket Odontográfia (Odontography) címmel jelentetett meg (1840 és 1845 között). Az általa felfedezett labyrinthodontiák rendkívül összetett rágószerveiről is írt egy ismertetőt. A halakról szóló leírásai közül az általa Protopterusnak elnevezett afrikai tüdőshalról szóló segítette Johannes Peter Müllert a tüdőshalak (Dipnoi) alosztályának felfedezésében. Emellett rámutatott egy sor kapcsolatra a sugarasúszójú és a ganoid halak között, mely alapján létrehozta számukra a Teleostomi alosztályt.

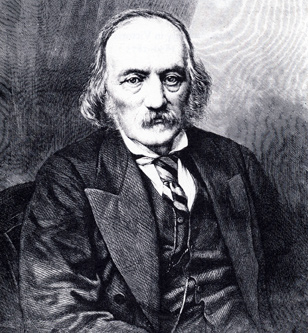
A London News 1872-es portréja a középkorú Richard Owenről

Legtöbb hüllő témájú munkája kihalt fajok csontvázairól szól, melyek közül a brit fajokkal kapcsolatosak egy külön sorozatban is megjelentek A brit hüllőfosszíliák története címmel (History of British Fossil Reptiles, 4 kötet, London, 1849-1884). A mezozoikum nagy szárazföldi hüllőcsoportjáról írt általános ismertetőjében ő javasolta a dinoszaurusz elnevezést ezekre az állatokra. Elsőként ő ismerte fel a kora mezozoikum furcsa (általa Anomodontiának elnevezett) hüllőinél a kétéltűekre és az emlősökre emlékeztető jellegzetességeket. Legtöbbjük maradványai 1845-től (a Dicynodonnal) kezdődően jutottak el hozzá Dél-Afrikából, és vizsgálatuk alapanyagul szolgált a A dél-afrikai hüllőfosszíliák katalógusa (Catalogue of the Fossil Reptilia of South Africa) című műhöz, melyet a British Museum jelentetett meg 1876-ban.
A madarakról írt tanulmányok közül legfontosabbak a kivifélékről (1840-1846), a kihalt új-zélandi moafélékről, az Aptornis nemről, a takahe-ről, a mauritius-szigeti dodóról és a nagy aukról szólók. Az Archaeopteryxről, a bajorországi Solnhofeni mészkőből előkerült fogas ősmadárról szóló (1863-as) monográfiája szintén korszakalkotónak számít.
Benjamin Waterhouse Hawkins Owen útmutatásai alapján készítette el az első életnagyságú dinoszaurusz szobrokat. Némelyik későbbi modell az 1851-es Világkiállításon került bemutatásra, később pedig a Crystal Palace London déli részébe való átköltöztetése után további 33-at hoztak létre. 1853 szilveszterén Owen a tudomány 21 neves képviselője számára bankettet rendezett az egyik betonból készült üreges Iguanodon szoborban.

## Emlősökről szóló művek
Owen elővételi joggal rendelkezett a Londoni Állatkert elhullott állataira vonatkozóan. A felesége egyszer hazaérkezve egy frissen elpusztult orrszarvú tetemére talált a házuk bejárati folyosóján.
Az élő állatok iránti tisztelete jeléül Owen számos munkájában ismerteti a kloákásokat (Monotremata), az erszényeseket és az emberszabású majmokat. 1848-ban, néhány fosszília tanulmányozása közben elsőként ő ismerte fel, hogy a patások két csoportba a páros- és a páratlanujjúak rendjébe sorolhatók be. Az emlősökkel kapcsolatos írásai között találhatók olyan kihalt fajokról szólók is, melyeket Charles Darwin gyűjtött be Dél-Amerikában. Közéjük tartozik például a pampákról származó legősibb patás állat, a rágcsálókkal, a vendégízületesekkel és a növényevő cetekkel rokonságban álló Toxodon. Owen kihalt dél-amerikai emlősök iránti érdeklődése a Glyptodon nevű óriás tatu (1839) mellett két óriás őslajhár, a Mylodon (1842) és a Megatherium (1860) felfedezéséhez vezetett.
Ekkortájt Sir Thomas Mitchell fosszilizálódott emlőscsontokat fedezett fel az ausztráliai Új-Dél-Wales tartományban, melyek egy sor (1877-ben könyvként is megjelent) tanulmány alapjául szolgáltak Owen számára. A Diprotodon és az erszényes oroszlán, maradványai mellett kihalt óriás kenguruk és vombatok maradványaira is rátaláltak.
A nagy számú külföldről érkező anyag mellett, 1844 és 1846 között Owen a brit szigeteken található hasonló fosszíliák gyűjtésével is foglalatoskodott, melyből a Brit emlős- és madárfosszíliák története (History of British Fossil Mammals and Birds) című műve született, amit olyan későbbi tanulmányok követtek, mint például a A mezozoikumi formációk fosszilis emlőseinek monográfiája (Monograph of the Fossil Mammalia of the Mesozoic Formations, Palaeont. Soc., 1871). Egyik legkésőbbi munkája egy rövid tanulmány, amely Az ember ókora a Tilbury dokknál végzett ásatás során felfedezett emberi csontváz alapján (Antiquity of Man as deduced from the Discovery of a Human Skeleton during Excavations of the Docks at Tilbury, London, 1884) címmel jelent meg.

## Owen és Darwin evolúció elmélete

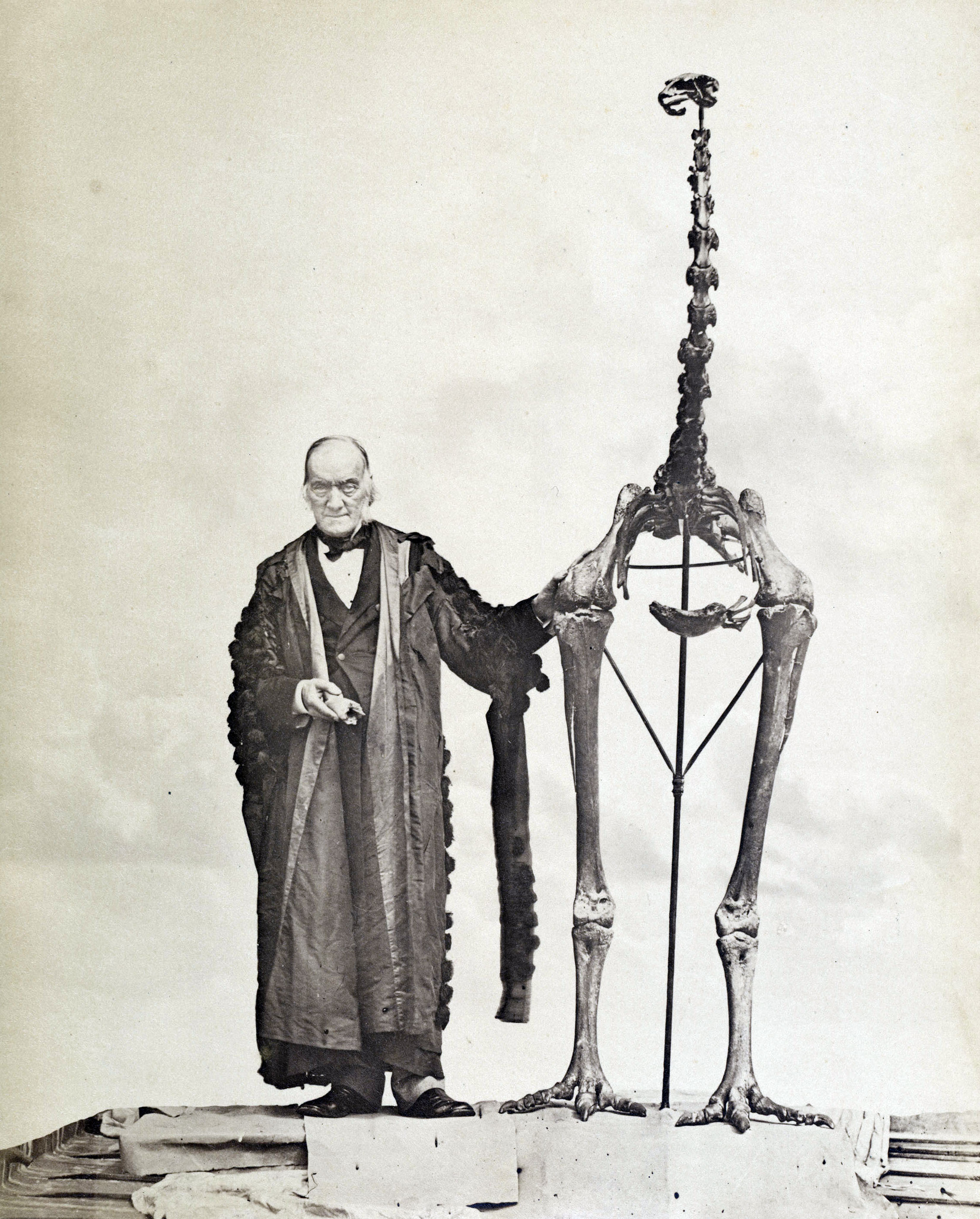
Sir Richard Owen és a Dinornis nevű ősmadár csontváza

Charles Darwint, aki a Beagle-el tett felfedező útja során tetemes mennyiségű fajból álló gyűjteményre tett szert, 1836. október 29-én Charles Lyell mutatta be Owennek, aki vállalta, hogy megvizsgálja a Dél-Amerikában talált fosszilis csontokat. Owen Darwin sejtését megcáfolva bebizonyította, hogy a kihalt óriás rágcsálók és lajhárok inkább a területen ma élő fajokkal állnak rokonságban, mintsem az Afrikában található hasonló méretű állatokkal. Ezzel a felfedezéssel kezdődött meg a darwini természetes kiválasztódás elméletének kidolgozása.
Owen ez idő tájt Johannes Peter Müller hatására arról az elméletről kezdett beszélni, amely szerint az élő anyag „szervező energiával”, életerővel rendelkezik, ami a szövetek növekedését irányítja és meghatározza az egyed, valamint a faj élettartamát.
Darwin érthető módon hallgatott a saját elképzeléseiről, egészen 1838. december 19-éig, mikor a Londoni Geológiai Társaság titkáraként szemtanúja volt annak, hogy Owen és szövetségesei kigúnyolják egykori tanárát, Robert Edmund Grantet, lamarcki „eretnekségéért”. 1841-ben, miután az akkoriban megházasodott Darwin lebetegedett, néhány hozzá közel álló tudóstárs mellett Owen is meglátogatta őt, de Owen a transzmutációval szembeni tiltakozása miatt Darwin úgy döntött, továbbra is elhallgatja az elméleteit.
1849-ben, a darwini elmélet kidolgozása kapcsán, egy kagylókon végzett vizsgálat kimutatta hogy a kagylók felépítése mennyiben hasonlít más héjas állatokéra, illetőleg mennyiben tér el a rokon fajokétól. Owen számára az effajta „homológiák” az összehasonlító anatómia tükrében Özönvíz korabeli „archetípusok” voltak, Darwin azonban mindezt az öröklődés bizonyítékainak tekintette. Owen a lovak evolúciós fejlődését bizonyító fosszíliákkal, saját elképzelését próbálta alátámasztani, miszerint azok az „elrendelt folyamatos keletkezés” elve alapján fejlődtek ki az archetípusokból, és a Brit Tudományos Társaság előtt elmondott beszédében kizárta, hogy az állatias majmok, mint például az akkoriban felfedezett gorilla képesek lettek volna felegyenesedni és emberré transzmutálódni. Eközben a munkásosztály aktivistái az ember majomtól való származását hangoztatták[forrás?]. Elméletük megcáfolására Owen a Királyi Társaság elnökeként közreadta a főemlősök agyáról írt anatómiai tanulmányait, melyek szerint az ember nem csupán egy különálló fajhoz, hanem egy külön alosztályhoz is tartozik. Owen fő érve az volt, hogy az ember agya a testéhez viszonyítva jóval nagyobb, mint a többi emlősé. Darwin így írt erről: „Nem tudom lenyelni, hogy az ember különbözik a csimpánztól”. A harcias Thomas Henry Huxley 1858 márciusában a Brit Királyi Intézet (Royal Institution of Great Britain) előtt tartott előadásában azt állította, hogy felépítésüket tekintve a gorillák épp annyira állnak közel az emberhez, mint a páviánokhoz, majd hozzátette, hogy „a mentális és morális képességek alapvetően… hasonlóak az állatokban és bennünk”. Ez nyílt kihívás volt Owen számára, aki ugyanott az ember egyediségét hangoztatta.
Mikor Darwin megjelentette A fajok eredete című művét, küldött belőle egy tiszteletpéldányt Owennek, azzal a megjegyzéssel, hogy „undorítónak fog tűnni”. Először Owen udvarias válaszában azt állította, hogy régóta hisz abban, hogy „létező hatások” felelősek a fajok „elrendelt” születéséért. Miután azonban Darwin hosszú beszélgetéseket folytatott vele, Owen azt mondta hogy ez a könyv adta a legjobb magyarázatot „amely valaha megjelent a fajok kialakulásával kapcsolatban”, habár komoly aggályai maradtak afelől, hogy a transzmutáció állatiassá teszi az embert. Darwin biztosította róla Owent, hogy mindent figyelembe vett a törvényszerűségek megállapításakor, melyet Owen úgy értelmezett, hogy osztozik a „Teremtő Erőben” való hitben.
A British Museum Természetrajzi Gyűjteményének vezetőjeként, Owen számos vizsgálatnak és panasznak volt kitéve a könyvvel kapcsolatban. Saját álláspontja azonban ismeretlen maradt; mikor a Parlamenti bizottság előtt hangsúlyozta, hogy egy új Természetrajzi Múzeumra van szükség, rámutatott hogy „Az idén az egész intellektuális világot izgalomba hozta egy a fajok eredetéről szóló könyv; és mi lett ennek a következménye? A British Museum látogatói azt mondják „Hadd lássuk a galambok különbözőségeit: hol a bukó és hol a bögyös galamb?” és nekem szégyenkezve azt kell mondanom, hogy egyiket sem tudom megmutatni…. A rendelkezésre álló hely nem teszi lehetővé ezen fajok sokféleségének bemutatását vagy azon jelenségekét, melyek közelebb viszik az embert a rejtélyek rejtélyéhez, a fajok eredetéhez; de biztosan van hely valahol máshol, és ha a British Museumban nincs, akkor hol találhatnánk?”.
Mindamellett Huxley támadásai megtették a hatásukat. Mikor 1860 áprilisában Owen Eredet bírálata megjelent az  Edinburgh Reviewban, dühe a felszínre tört, mikor meglátott egy kreacionista helyzetben levő, és az Owen-féle „az élő dolgok elrendelt folyamatos keletkezésének axiómáját” mellőző Darwin-karikatúrát. Darwin „tanai” mellett támadni kezdte Hookert és Huxleyt is „rövidlátó hűségükért”, és úgy gondolta, hogy a könyv szimbóluma a „tudomány megerőszakolásának… hasonlatos ahhoz, ami egy szomszédos országban történt mintegy hetven évvel ezelőtt és átmeneti hanyatláshoz vezetett” – utalva a Nagy francia forradalomra. Darwin róla alkotott véleménye az volt, hogy „Rosszindulatú, rendkívül ellenséges, ravasz és… kártékony”, amelyet a későbbiekben úgy kommentált, hogy „A londoniak szerint dühödt és irigy amiatt, amit a könyvem állít. Fájdalmas mikor valakit annyira intenzíven gyűlölnek, mint ahogyan Owen engem.”
Miközben a nagyközönség a darwini elméletre reagált, Huxley Owennel való vitái tovább folytatódtak. Owen megpróbálta befeketíteni Huxleyt, „a transzmutálódott majomtól származó ember szószólójaként”, és „Az ember majom eredete, az agytesztek alapján” című Athenaeum kiadvány egyik közreműködőjeként állítva be tudóstársát. Huxley több alkalommal is megragadta a lehetőséget arra, hogy a majom agyának anatómiáját bemutassa (például a Brit Társaság a Tudomány Fejlesztéséért (British Association for the Advancement of Science) ülésén, ahol William Flower nyilvános boncolást végzett), Az állítólagosan hiányzó struktúrák (például a hátsó szarv (Cornu posterius) és a hippokampusz), vizuális bizonyítékát arra használta fel, hogy Owent esküszegéssel vádolja meg. A kampány két éven át tartott és elsöprően sikeres volt, minden egyes „csapást” toborzókörút követett, mellyel új híveket próbált a darwinizmus eszméje mellé állítani. A gyűlölködés akkor ért véget, amikor 1861-ben Huxley tagja lett a Zoológiai Társaság Tanácsának, melyből Owen kilépett. A következő évben Huxley megakadályozta hogy Owent beválasszák a Királyi Társaság Tanácsába, azzal, hogy „szándékos és előre megfontolt csalással” vádolta meg.
1863 januárjában Owen megvásárolt egy Archaeopteryx fosszíliát a British Museum számára. Ezzel beteljesült Darwin jóslata, miszerint találni fognak egy olyan ősmadarat, melynek szárnyát alkotó ujjai még nem nöttek össze, és amelyet ennek ellenére Owen egyértelműen madárként fog leírni.
Az Owen és Darwin támogatói közti harc folytatódott. 1871-ben Owen megpróbálta megvonni a Kewban levő Joseph Dalton Hooker-féle botanikai gyűjtemény kormányzati támogatását, hogy az ezzel átkerülhessen hozzá a British Museumba. Darwin ezt úgy kommentálta, hogy „Szégyellem magam amiatt hogy ennyire gyűlölöm őt, de most már gondosan ápolni fogom az iránta érzett gyűlöletemet és megvetésemet egészen életem utolsó napjáig”.

## Örökség
Owen részletes tanulmányainak és ismertetőinek olvasása komoly összpontosítást igényel, különösen a nevezéktanát és félreérthető kifejezésmódját illetően. Tény, hogy terminológiájának csak kis része tekinthető általánosnak, így műveit még inkább figyelmen kívül hagyják. Emellett, mivel az anatómiai nevezéktan úttörője volt, és főként a gerincesek csontvázaival foglalkozott, az általa használt kifejezések jól átgondolt filozófiai mintát követnek, melyben egyértelműen különválik az analógia és a homológia jelensége. Elméleti művét, A gerinces csontváz archetípusa és homológiái (Archetype and Homologies of the Vertebrate Skeleton, 1848) címűt, utólagosan illusztrálták, ahogyan A végtagok természetéről (On the Nature of Limbs, 1849) írt kisebb munkáját is, ami a gerincesek vázát több alapvetően megegyező szegmens sorozataként vizsgálja, melyek helyzetüknek és funkciójuknak megfelelően módosultak. Az Owen által szisztematikusan semmibe vett embriológia ismeretében ezek közül több is furcsa és téves. Habár a nagy igazságokat tökéletlenül és zavarosan láttatja, művei különösen értékesek abból a szempontból, ahogyan kora eszméit dokumentálja.
Munkája nem elég világos és egyértelmű a biológiai filozófia mélyebb problémáinak megvitatásához. Általánosításai ritkán lépik túl az összehasonlító anatómia határait, a funkcióhoz való alkalmazkodás jelenségét és a földrajzi, illetve geológiai elterjedés tényét. A szűznemzésről, azaz a parthenogenezisről szóló, 1849-ben megjelent tanulmánya tartalmazza a baktérium plazma elmélet kivonatát, melyet később August Weismann dolgozott ki, és emellett számos homályos utalás is található benne az állatnemek és fajok geológiai sorrendiségére és esetleges egymásba való átalakulásukra vonatkozóan. A krokodilok (1884) és a lovak (1868) sikeres előfutárainak változásaira is hivatkozott, de nincs olyan egyértelmű utalás, amelyből kiderülne hogy milyen mértékben fogadta el a szerves evolúció tanait. Vívódását egy egyszerű megjegyzés jelzi csupán: „a természet és az életet irányító törvények működési módjának következetes bemutatása lesz a továbbiakban a filozófus természettudós nagy célja”.
1878-ban az Új-Dél-Walesi Királyi Társaság a Clarke medállal tüntette ki.

## Viták
Owen: a legkiválóbb gerinces zoológus és őslénykutató… de a legálnokabb és leggyűlöletesebb ember
Egyetlen tény sem szól annyira erősen Owen ellen… mint az, hogy sosem volt tanítványa vagy követője
Owent rosszindulatú, becstelen és gyűlölködő emberként jellemzik. Egy életrajzi mű szerint „kísérletező kedvű és szadizmusra hajlamos. Mindehhez arrogancia és féltékenység társul”. Deborah Cabury azt állítja, hogy Owen „szinte fanatikusan egoista, kritikájában pedig érzéketlenül kegyetlen”. Halála után egy oxfordi professzor egyszer így beszélt Owenről: „egy átkozott hazudozó. Istenért és rosszindulatból hazudott.” Gideon Mantell szerint „szánalmas hogy egy ember aki ilyen tehetséges, ennyire gyáva és irigy legyen”.
Owen az Iguanodon felfedezését teljesen a saját maga és Georges Cuvier javára írta, mellőzve a lelet eredeti felfedezőjét, Gideon Mantellt. Ez nem az első és nem is az utolsó eset, mikor Owen a sajátjának tekintett egy leletet, annak ellenére hogy az nem az övé volt. Bill Bryson és néhány másik szerző szerint maga Owen érte el, hogy a Királyi Társaság soha ne publikálja Mantell kutatási anyagát. Owent végül a Királyi Zoológiai Társaság Tanácsából plágium miatt menesztették.
Mikor Mantell megrokkant egy baleset következtében, Owen kihasználta a lehetőséget, hogy számos Mantell által felfedezett dinoszauruszfajt átnevezzen, emellett pedig felfedezésük tényét is a maga javára írta. Miután Mantell 1852-ben elhunyt, a megjelent gyászjelentés szerint nem sokkal volt több mint egy középszerű tudós, néhány figyelemreméltó közreműködéssel. A geológusok szerint a gyászjelentés szövegét maga Owen fogalmazta meg. A Geológiai Társaság elnöke azt állította, hogy „Az író szánalmas hidegszívűsége önmagáért beszél.” Később a társaság elnökletét megtagadták Owentől, a Mantellel szembeni ismételt és célzott ellenségeskedése miatt.
Még különösebb volt az a mód, ahogyan Owen figyelmen kívül hagyta a Mantell munkáiban rejlő hiteles tudományos tartalmat. Például a csekély számú lelet ellenére, Mantell rájött, hogy egyes dinoszauruszok, köztük az Iguanodon, két lábon jártak. Ezt a rendkívüli éleslátást Owen teljesen semmibe vette, miközben útmutatást adott Waterhouse Hawkins számára a Crystal Palace Iguanodon modelljeinek elkészítéséhez, így azok túlsúlyosnak és négy lábon járónak látszanak. Emellett a hüvelykujjuk tévesen az orrukon helyezkedik el, ahogy azt Mantell a hiányos leletekből kiindulva elképzelte. Mantell már nem érte meg a belgiumi Bernissart szénbányájából 1878-ban előkerült összefüggő csontvázak felfedezését, melyek bizonyították, hogy az Iguanodon többnyire két lábon járt (és hüvelykujj-tüskéit ebben a helyzetben védekezésre használhatta). Owen nem kommentálta a dolgot, illetve nem vonta vissza az állításait; ahogy korábban sem tette egyetlen hibája miatt sem. Ráadásul annak fényében, hogy a legősibb ismert dinoszauruszok szintén két lábon jártak, Mantell elképzelése még inkább éleslátásról tanúskodik.

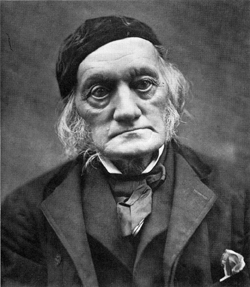
Richard Owen idős korában

Annak ellenére, hogy kezdetben jó viszonyban volt Darwinnal, első számú ellenfelévé vált, bár anatómiai tudása révén fel kellett ismernie az igazságot Darwin elméletét illetően. A történészek szerint erre azért került sor, mert Owen úgy érezte Darwin háttérbe szorítja, a Huxley-hoz hasonló támogatók és saját féltékenysége pedig megzavarták az ítélőképességét. Ezt maga Darwin is így hitte, mikor ezt írta Owenről: „Rosszindulatú, rendkívül ellenséges, ravasz. A londoniak szerint dühödt és irigy amiatt, amit a könyvem állít.” „Fájdalmas mikor valakit annyira intenzíven gyűlölnek, mint ahogyan Owen engem.” Owen emellett ugyanazt az eszközt használta fel vele szemben, amit Mantell ellen is, újabb névtelen cikket jelentetve meg az Edinburgh Reviewban, 1860 áprilisában. A cikkben Owen Darwint támadta, és (harmadik személyben) önmagát dicsérte, vigyázva arra, hogy egyetlen fontos kijelentését se lehessen vele összefüggésbe hozni. Ő állt a hátterében annak a döntésnek is (kapzsisága és féltékenysége által motiválva), amely révén a kormányzat megvonta a támogatást a Kewban levő (Joseph Dalton Hooker által igazgatott) Királyi Botanikai Kertektől (Royal Botanic Gardens).
Felmerült, hogy egyes szerzők, valamelyest érdemtelenül azért ábrázolták Owent gyűlölködő és áruló személyként, mert riválisai (főként Darwin, Hooker és Huxley) erre bátorították őket. Karrierje első felében joggal tekintették a kora egyik legnagyobb tudósának, a második felében azonban a hírneve hanyatlani kezdett. Ez azonban nem pusztán a kollégáival való bánásmod miatt történt; tudományos megállapításai komoly hibákat tartalmaztak, melyek napvilágra kerültek. Jó példa erre az a döntése, amivel az embert az emlősök külön alosztályába sorolta, és amelyet senki sem támogatott. Az idő előre haladtával a hírneve tovább csorbult amiatt, hogy vonakodott elfogadni az evolúció elméletét. Owen tovább folytatta a munkáját egészen 79 éves koráig, amikor hivatalosan visszavonult, de fiatalkori jóhírét sosem sikerült visszaszereznie.
Owen torz és szerencsétlen kapcsolata Darwinnal, Huxleyval és Hookerrel, valamint Mantellel való alattomos bánásmódja a dinoszauruszok felfedezésének és elnevezésének elsőbbsége kapcsán, elfedi azt a tényt, hogy kedélyes és barátságos volt azokkal, akiket nem tekintett a riválisainak. Például barátságban állt a festővel Joseph Mallord William Turnerrel, talán épp amiatt, mert a művész érdeklődést mutatott a tengeri élővilág és ezáltal a természettudomány iránt. Az 1830-as évek közepén mindketten ellátogattak egymáshoz.

## Művek
- Memoir on the Pearly Nautilus (1832)
- Odontography (1840-1845)
- On the Archetype and Homologies of the Vertebrate Skeleton (1848)
- History of British Fossil Reptiles (4 kötet., 1849-1884)
- On the Nature of Limbs (1849)
- Archaeopteryx (1863)
- Anatomy of Vertebrates (1866) (A könyv egyik ábrája)
  - (A Google Books oldalain elérhető:
  - Volume I, Fishes and Reptiles. (Hozzáférés: 2008. október 29.)
  - Volume II, Birds and Mammals. (Hozzáférés: 2008. október 29.)
  - Volume III, Mammals. (Hozzáférés: 2008. október 29.))
- Monograph of the Fossil Mammalia of the Mesozoic Formations (1871)
- Catalogue of the Fossil Reptilia of South Africa (1876)
- Antiquity of Man as deduced from the Discovery of a Human Skeleton during Excavations of the Docks at Tilbury (1884)

## Fordítás
- Ez a szócikk részben vagy egészben  a   Richard Owen című angol Wikipédia-szócikk ezen változatának fordításán alapul.  Az eredeti cikk szerkesztőit annak laptörténete sorolja fel. Ez a jelzés csupán a megfogalmazás eredetét és a szerzői jogokat jelzi, nem szolgál a cikkben szereplő információk forrásmegjelöléseként.

### Angol nyelven
- Lancashire Pioneers – Sir Richard Owen. [2008. december 5-i dátummal az eredetiből archiválva]. (Hozzáférés: 2008. október 22.)

### Magyar nyelven
- Charles R. Gross: A kis hippocampus és az ember helye a természetben: A neuroanatómia szociális konstrukciójának esettanulmánya. [2008. október 4-i dátummal az eredetiből archiválva]. (Hozzáférés: 2008. október 22.)
- Az evolúciós gondolkodás története – 1.1 Szerzett tulajdonságok, lamarckizmus és természetes szelekció. (Hozzáférés: 2008. október 22.)